# Robert Lowry (Kirchenlieddichter)

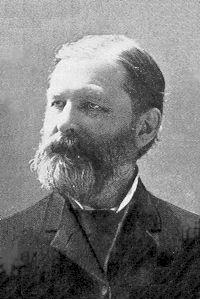
Robert Lowry

Robert Lowry (* 12. März 1826 in Philadelphia, Pennsylvania; † am 25. November 1899 in Plainfield, New Jersey) war ein US-amerikanischer Literaturprofessor, baptistischer Geistlicher und Komponist zahlreicher Erweckungslieder.

## Leben
Robert Lowry studierte Theologie an der heutigen Bucknell University in Lewisburg. Nach seinem Abschluss im Jahre 1854 wurde er als baptistischer Geistlicher ordiniert. Er leitete verschiedene Gemeinden unter anderem in New York, Brooklyn, West Chester, Pennsylvania und New Jersey. Von 1880 bis 1886 war er außerdem Präsident der New Jersey Baptist Sunday School Union (New Jersey Sonntagsschulverband). 
1869 kehrte er dann wieder zur Universität nach Lewisburg um, um dort zu unterrichten. 
Größtenteils ist Lowry allerdings als Komponist geistlicher Musik der Erweckungsbewegung bekannt. Viele seiner etwa 500 Erweckungslieder wurden auch ins Deutsche und andere Sprachen übersetzt. Auch arbeitete Lowry als Herausgeber musikalischer Werke für die Biglow Publishing Company. 
Trotz seines musikalischen Erfolges wollte Robert Lowry sich jedoch zeitlebens eher als Prediger und weniger als Musiker verstanden wissen. Inhaltlich übertragen sagte er hierzu einmal: „Musik war immer nur eine Nebensache. Ich würde lieber das Evangelium in einem Gottesdienst einem bereitwilligem Publikum predigen als ein Lied zu schreiben. Ich habe mich selbst immer als Prediger verstanden und etwas enttäuscht, dass ich inzwischen eher als Komponist bekannt bin.“ Allerdings ist ebendieses musikalische Erbe es, das Lowry bis heute bekannt gemacht hat. So wurde beispielsweise sein Lied Shall We Gather at the River bereits wiederholt in zum Teil preisgekrönten Filmen verwendet (z. B. in dem Western „Hängt ihn höher“). 
Robert Lowry war verheiratet und hatte drei Söhne. Er starb am 23. November 1899 in Plainfield, New Jersey.

## Werk
Robert Lowry schrieb etwa 500 Evangeliumslieder und gehört damit zu den bedeutendsten Komponisten dieses Genres. Zu seinen Kompositionen zählen:
- Shall We Gather at the River
- One more Day’s Work for Jesus, Text von Anna Bartlett Warner, deutsch von Theodor Kübler als Ein Tagwerk für den Heiland
- Fresh from the Throne, Text von Horatius Bonar, deutsch von Theodor Kübler als Frisch von dem Thron des Lammes
- I Need Thee Every Hour, Text von Annie Sherwood Hawks, deutsch von Ernst Gebhardt als Ich brauch dich allezeit
- Up From the Grave He Arose, Text von einem unbekannten Verfasser, deutsch von Walter Rauschenbusch als In finstrer Gruft er lag

Lowrys Lieder erschienen in zahlreichen Sammelbänden von Erweckungsliedern, die zum Teil in Zusammenarbeit mit den Komponisten William H. Doane und Ira D. Sankey herausgegeben wurden. Zu ihnen gehören unter anderem:
- Happy Voices (1865)
- Gospel Melodies (1868)
- Bright Jewels (1869)
- Pure Gold (1871)
- Royal Diadem (1873)
- Temple Anthems (1873)
- Tidal Wave (1874)
- Good as Gold (1880)
- Our Glad Hosannas (1882)
- Joyful Lays (1884)
- Glad Refrain (1886)

| Personendaten    | Personendaten                                                                                              |
| ---------------- | --- |
| NAME             | Lowry, Robert                                                                                              |
| KURZBESCHREIBUNG | US-amerikanischer Literaturprofessor, baptistischer Geistlicher und Komponist zahlreicher Erweckungslieder |
| GEBURTSDATUM     | 12. März 1826                                                                                              |
| GEBURTSORT       | Philadelphia, Pennsylvania                                                                                 |
| STERBEDATUM      | 25. November 1899                                                                                          |
| STERBEORT        | Plainfield, New Jersey                                                                                     |